# Watson (Missouri)
Watson  è un villaggio degli Stati Uniti d'America, nella Contea di Atchison, nello Stato del Missouri.

## Geografia fisica
Secondo lo United States Census Bureau, il villaggio ha una superficie totale di 0,28 km².

## Storia
Watson è stato fondato nel 1869.